# Agrale
Agrale je brazilski proizvajalec traktorjev, kmetijskih strojev, motornih koles, tovornjakov, avtobusov, vojaških vozil in batnih motorjev. Sedež podjetja je v Caxias do Sul v brazilski državi Rio Grande do Sul. Podjetje je bilo ustanovljeno leta 1962, sprva se je imenovalo  "AGRISA". Na začetku so licenčno proizvajali traktorje od podjetja Bungartz pod znamko "AGRISA-Bungartz". Kasneje so sodelovali s firmo Deutz-Fahr in proizvajali  traktorje pod znamko "Agrale-Deutz". Pozneje so sodelovali tudi s češkoslovaškim Zetorom. 